# Praia do Forte (Mata de São João)
A praça principal da praia, com a igreja
A Praia do Forte é uma praia do município Mata de São João, no estado da Bahia, no Brasil. Dista cerca de 78 quilômetros da capital do estado, Salvador. Chega-se até a praia pela Estrada do Coco, uma estrada bem privatizada, com pedágio e conservada saindo de Salvador (nas imediações do Aeroporto Internacional) e que segue até a divisa com o estado de Sergipe (nesse trecho chama-se Linha Verde).
Em 2024, o Centro Internacional de Formación en Gestión y Certificación de Playas a classificou como a 11.ª melhor praia do mundo a partir da avaliação de 126 locais dos litorais da Argentina, Brasil, Canadá, Colômbia, Cuba, Equador, Espanha, Guatemala, México, Nova Zelândia, Peru, Porto Rico e Venezuela.

## História
Em 1970, o descendente de alemães Klaus Peters junto com um amigo arremataram 30 mil hectares de mata, coqueiros, rios e praias. A área incluía também uma vila de pescadores (depois doado à municipalidade) e um edifício em ruínas, datado de 1551: o Castelo Garcia D Ávila, origem do nome "Praia do Forte", posto à venda pela família baiana Padilha de Souza com o objetivo de criar um destino turístico. A partir de 1980 tornou-se o único dono da área. Depois vieram os primeiros empreendimentos: uma pousada e hotel. Em 2013 a prefeitura de Mata de São João inaugurou o Parque Municipal Klaus Peters, em homenagem ao empresário.

## Geografia

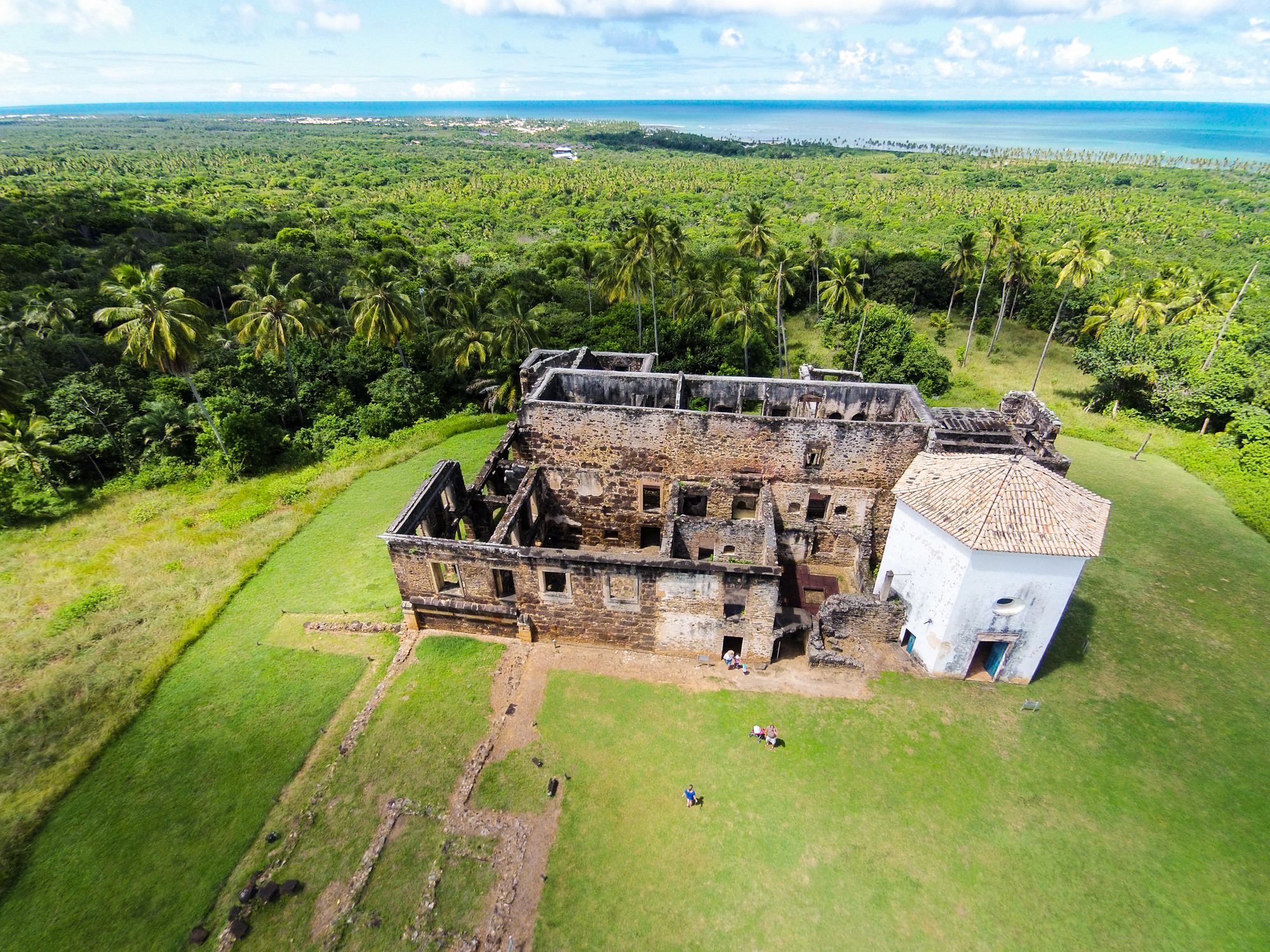
Ruínas do Castelo Garcia D Ávila, na Praia do Forte.

São 12 quilômetros de praia, com muitos recifes, o que pode ser conseguido com passeios de barco apropriados ou mergulho. Os coqueiros são a principal vegetação da região, razão pela qual toda a costa é chamada de Costa dos Coqueiros.
Uma característica distintiva deste lugar é que ele permanece ensolarado durante todo o ano, exceto nos meses de maio e julho quando a estação chuvosa ocorre. Devido a isso, atividades e excursões na área variam consoante a época.

## Economia
Há uma considerável infraestrutura turística, com hotéis, pousadas, bares e restaurantes. Por isso mesmo, a economia da vila se baseia no turismo. Pequenas lojinhas de artesanato e joalherias também compõe a vila, a qual também possui habitantes dedicados ao trabalho com pesca.
É um dos mais concorridos destinos do litoral norte da Bahia.
A pequena vila é formada por nativos locais, sejam pescadores, artesãs ou empreendedores que montam negócios na região. É um destino predominante de ecoturismo, graças ao Projeto TAMAR que mantém sua sede nacional na localidade. Esta iniciativa está preocupada com a conservação e estudo das tartarugas marinhas, que pode atingir um tamanho de até 3 metros de comprimento e colocam seus ovos na área da praia. Além dele, há ainda o Instituto Baleia Jubarte, um dos centros do projeto que mantém bases de pesquisa, educação ambiental e outras atividades ligadas à conservação de cetáceos (mamíferos aquáticos); e a Reserva Sapiranga, local de Mata Atlântica, pássaros, animais silvestres, manguezais, dunas e lagoas, além de trilhas ecológicas.
Destaca-se ainda pela proximidade das ruínas do Castelo Garcia d'Avila, em Açu da Torre, distrito de Mata de São João. Seu construtor, Garcia d'Ávila, era o tesoureiro do primeiro governador geral do Brasil, Tomé de Sousa, que chegou à Bahia em 1549 para fundar a cidade de Salvador. Durante os primeiros anos da colonização, Ávila conseguiu acumular uma fortuna imensa, principalmente terras. Ele foi considerado o maior latifundiário do mundo, com as suas fazendas se estendendo da Bahia até o Maranhão. Em seu território, ele construiu o castelo. Atualmente em ruínas, está localizada a três quilômetros da vila.